# Polisportiva Pro Cisterna 1987-1988
Questa pagina raccoglie le informazioni riguardanti la Polisportiva Pro Cisterna nelle competizioni ufficiali della stagione 1987-1988.

## Rosa
| N. |                   | Ruolo | Calciatore            |
| -- | ----------------- | ----- | --------------------- |
|    | Italia (bandiera) | C     | Andrea Alleva         |
|    | Italia (bandiera) | D     | Roberto Anzalone      |
|    | Italia (bandiera) | D     | Andrea Bellucci       |
|    | Italia (bandiera) | D     | Natale Bonventre      |
|    | Italia (bandiera) | A     | Botrini               |
|    | Italia (bandiera) | A     | Aurelio Bussu         |
|    | Italia (bandiera) | C     | Roberto Cacciatore    |
|    | Italia (bandiera) | C     | Luigi Cerullo         |
|    | Italia (bandiera) | C     | Massimiliano Ciaralli |
|    | Italia (bandiera) | C     | Damiano Coletta       |
|    | Italia (bandiera) | A     | Fabio De Sibbi        |
|    | Italia (bandiera) | P     | Giovanni Fanti        |
|    | Italia (bandiera) | P     | Antonio Ferretti      |

| N. |                   | Ruolo | Calciatore             |
| -- | ----------------- | ----- | ---------------------- |
|    | Italia (bandiera) | A     | Alessandro Fornari     |
|    | Italia (bandiera) | D     | Fabrizio Fortuna       |
|    | Italia (bandiera) | C     | Marco Lo Pinto         |
|    | Italia (bandiera) | C     | Antonio Mazzon         |
|    | Italia (bandiera) | D     | Pasquale Oliviero      |
|    | Italia (bandiera) | A     | Roberto Pes            |
|    | Italia (bandiera) | D     | Roberto Pietrosanti    |
|    | Italia (bandiera) | A     | Davis Possagno         |
|    | Italia (bandiera) | D     | Massimiliano Pugliatti |
|    | Italia (bandiera) | D     | Antonio Vergari        |
|    | Italia (bandiera) | D     | Roberto Vichi          |
|    | Italia (bandiera) | D     | Carlo Vincenzi         |
|    | Italia (bandiera) | C     | Mauro Vittiglio        |